# 箱根アフロディーテ
箱根アフロディーテ (はこねアフロディーテ) は、1971年8月6日（金曜）午前10時開場、午後2時開演から8月7日（土曜）午後7時（終演）にかけて、神奈川県足柄下郡箱根町芦ノ湖畔で開催されたロック・フェスティバル。海外アーティストを招聘した日本初の大規模野外ロック・フェスティバルとされる。主催はニッポン放送。
日本国内外から25組のミュージシャンが参加したが、特に霧が立ち込める幻想的な雰囲気の中で演出されたピンク・フロイドの初来日公演で知られる。こちらも有名な岐阜県中津川市で開催された第3回全日本フォークジャンボリーの初日と箱根アフロディーテの2日目が被る形で、マスメディアやファンは急いで移動した者も多かった。両方のコンサートに出演したのは本田路津子と長谷川きよしの二人だけである。

## 概要
1960年代後半にアメリカで開催されたモントレー・ポップ・フェスティバルやウッドストック・フェスティバルなど大規模ロック・フェスの影響を受け、日本版ウッドストックを目指し企画された。目玉のピンク・フロイドの他、日本のフォーク、日本のロック、歌謡曲、童謡（北原早苗）、ジャズの他、大学の音楽サークルらも参加した。お客は外国人が多かったといわれる。観客数2日間合わせて約4万人。

## 開催場所等
神奈川県足柄下郡箱根町芦ノ湖畔の成蹊学園乗風台。お客は一万坪の芝生の上で観戦した。入場料、特別前売り券（7月10日まで）￥1800、前売り券（7月11日ー8月5日まで）￥2000、当日券￥2300。「晴雨に関わらずコンサートは決行、芦ノ湖で釣りやハイキングもOK」などと告知されていた。

## 放送など
ステージの一部がニッポン放送でもラジオ放送されたほか、FEN（AFN）でも放送が行われた。またピンク・フロイドの熱狂的なファンがバンドメンバーを追いかけて、彼らに許可を取り、ビデオ撮影機などが一般にない時代、16ミリカメラを回したとされ、そのフィルムをもとに編集されたものが1979年になって、開局したばかりのテレビ埼玉の番組『サウンド・スーパーシティ』で放送された。それを誰かが同録したものが海賊盤として世界的に出回っていたが、ソニー・ミュージックの担当者が長年、映像の良い物を探し、ようやく撮影者を探し出し、3年がかりでデジタル作業等を施した後、ピンク・フロイド側との交渉には難航したが、最終的に日本のみの限定発売として許可が降り、2021年8月4日正式にソニー・ミュージックエンタテインメントから『ピンク・フロイド『原子心母(箱根アフロディーテ50周年記念盤)』Pink Floyd / Atom Heart Mother (Hakone Aphrodite 50 Anniversary Edition)』のタイトルで、それらの映像を含んだボックス・セットが発売されている。

## 出演者
- ピンク・フロイド
- 1910フルーツガム・カンパニー
- バフィー・セントメリー
- トワ・エ・モワ
- 赤い鳥
- 本田路津子
- 長谷川きよし
- 尾崎紀世彦
- 北原早苗グリー・メン
- 渡辺貞夫セクステット
- 菊地雅章トリオ
- 山下洋輔トリオ
- 佐藤允彦トリオ
- ザ・ハプニングス・フォー＋1
- ダークダックス
- 成毛滋グループ＋つのだ☆ひろ
- 南こうせつとかぐや姫
- ザ・モップス
- 早稲田大学ハイソサエティー・オーケストラ
- 慶応大学ライト・ミュージック・ソサエティ
- 慶応大学ザ・カルア[2]
- その他

## 演出
台風をついて、重さ8トンのスピーカーを箱根の山に運んだ。

## 論調
- 『週刊新潮』は「ニッポン放送の主催で、商魂が先に立ってか、でき上がりがいささかスマートさを欠く」と評し[4]、「日ごろの関係タレントを盛りだくさんに集めただけの寄合所帯で、約25組が"満足な演出"もないままステージに出たり、ひっこんだり…脈絡のない顔ぶれを露呈した…最後に登場するピンク・フロイドがお目当ての若者たちは、ハダカで日光浴の退屈ムード。折しも原爆記念日。ダークダックスが『平和を祈って』風船を放っても、知らん顔。バフィー・セントメリーが『皆さん、隣の人と手をつないで』と呼びかけても同調者0。『分かったよ。もういいよ』のヤジ。報道陣がカメラを向けたときだけVサインを振りかざし、シンナーをスーハ―やる連中もあったが、そのかたわらで、囁きあう二人組も…夜6時過ぎ、ようやく登場した"ピンク・フロイド"に、若者たち、暗い芦ノ湖から吹き上げる霧に震えながら熱心に聞き入ったが、それでも、メンバーが音量調整に時間をかけると『イキがるな、デイヴィ、早くやれ！』…音楽会といえば、静まり返ったクラシックコンサートか、ファンが絶叫、失神するグループサウンズのそれとばかり思っていた御仁には、この連中のマイペースぶり、ひどく印象的だったらしいが…」などと論じている[4]。
- 1971年の夏は箱根アフロディーテを含めて、各地で野外フェスが多数開催されたが[9]、そのほとんどに足を運んだという吉見佑子は「Gパンはノン権力を誇示する最高のファッションになっていた。EDWINか、BIG JOHNか、CANTONか。メーカーが競り合い、レポートが出来た。ピンク・フロイドはジョー・コッカーの代わりにlittle helpを持って来た。バフィー・セントメリーはノルマンディ風ゴスペルを教えてくれ、成毛滋はみごとなるコピーでけ唐を唸らせた」などと述べている[9]。

## エピソード
- 南こうせつがMCで「今日のお客さんはどうせピンク・フロイドを観に来てるんでしょうから、ピンク・フロイドに対抗すべく、いろいろ面白ろおかしくステージを務めたい」と話し、持ち前の楽しいステージを披露し、お客を上手くノセたが、その後に出て来た赤い鳥の後藤悦治郎が生真面目な人で、「自分たちは南クン達の言葉とは逆に、ピンク・フロイドを観に来ているならば、ピンク・フロイドに対抗出来る、良い音楽で勝負したい。今日は赤い鳥の音楽的な良い面を一杯発揮したい」と南の言葉を言下に拒否した[10]。
- コンサートに出演した成毛滋は、直前に受けた音楽誌のインタビューで「日本のロック・グループなんて自称ロック・グループだよ。日本の恥を切り売りしているみたいな連中。ロック・フェスティバルなんかには、出て来て欲しくない連中が出て来る。そんな中でガロなんかはいいグループだよ。CSNYの物マネだなんていうヤツもいるけど、ほかのグループはその物マネも正確にはできないじゃないか」「ロック・フェスティバルの演奏時間がなさすぎるね。あんなにゴチャゴチャ出さなくて、一流バンドが4つぐらいで、たっぷりやればいいんだよ。この頃はお客さんの方に分かってるのが出てきて、PYGなんか出ると『ひっこめ』なんて言う。ああいう客が増えるといいね。もっともオレたちもフリーのコンサートで『ひっこめ』って言われたけどね（笑）。それはまた逆の意味でうれしかったよ。ファンが日本のレベルを認識してるってことでね」「レッド・ツェッペリンとか、ジェファーソン・エアプレインとかそういう連中がどんどん日本に来て、日本のロックのくだらなさを分からせて欲しいよ」などと述べている[11]。